# Sint-Sebalduskerk
De Sint-Sebalduskerk (Duits: Sebalduskirche) is een middeleeuws kerkgebouw in de Duitse stad Neurenberg. Samen met de Sint-Laurentiuskerk en de Onze-Lieve-Vrouwekerk is het aan de Neurenbergse heilige Sebaldus gewijde godshuis een van de belangrijkste kerken van de stad. De kerk is gelegen aan de Albrecht-Dürer-Platz ten westen van het oude stadhuis.

## Geschiedenis
De Sebalduskerk is de oudste van de twee grote stadsparochiekerken van Neurenberg en de oudste (sinds 1525) evangelisch-lutherse kerk van de stad. De onmiddellijke nabijheid van het voormalige raadshuis onderstreept het vroegere belang van de Sebalduskerk, waarin eveneens de schutspatroon van de stad begraven ligt. De bouwgeschiedenis van het kerkgebouw, dat oorspronkelijk aan Petrus was gewijd, hangt nauw samen met de ontwikkeling van Neurenberg. Parallel aan de toenemende betekenis van de vrije rijksstad voltrokken zich de laatromaanse bouw en de latere vergrotingen, die ten slotte in het met talrijke kunstwerken ingerichte gotische hallenkoor haar hoogtepunt vond.
De bouw van de huidige kerk begon in 1225 en werd voltooid in de jaren 1273-1275. Oorspronkelijk betrof het een romaanse basiliek met twee koren. Gedurende de 14e eeuw werd enkele belangrijke veranderingen aan de bouw uitgevoerd. Zo werden de zijbeuken verbreed en de torens verhoogd (1309-1345). Van 1361 tot 1372 werd het oostelijke koor over het graf van de heilige Sebaldus met het voor die tijd typische hallenkoor uitgebouwd. In de periode van deze laatste grote middeleeuwse verbouwing werd de schutspatroon van Petrus verruild voor Neurenbergse heilige Sebaldus.
Toen Neurenberg in het jaar 1525 voor de protestantse leer koos, werd ook de Sebalduskerk protestants. Desondanks bleven de kunstwerken in de kerk en ook enige liturgische gebruiken onaangetast. Patriciërsfamilies voorzagen bovendien het kerkgebouw verder van kunstwerken, die weliswaar nu meer in overeenstemming werden gebracht met de lutherse leer. In de 16e en 17e eeuw kreeg de kerk een barokke inrichting, die bij een restauratie in de 19e eeuw weer werd verwijderd. Vanwege de grote overheidsschuld liet de stad in 1797-1798 beslag leggen op de meest waardevolle delen van de kerkschat. Een restauratie van de 19e eeuw bracht na de verwijdering van jongere verflagen weer enige fresco's aan het licht. Opgravingen in het oostelijke koor bracht bovendien nieuwe kennis over de bouwgeschiedenis van de romaanse bouw.

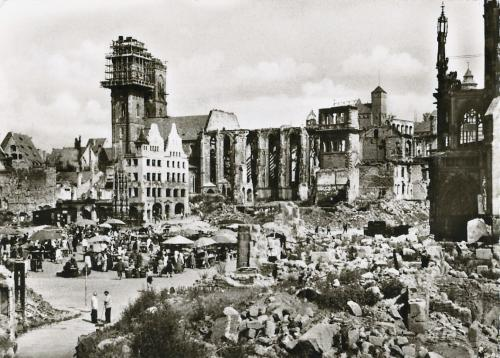
De kerk in april 1945

In de Tweede Wereldoorlog werd de kerk zwaar beschadigd. Alle daken, de koorgewelven en de beide torens werden door de bombardementen verwoest. De wederopbouw na 1945 onder leiding van de architect Wilhelm Schlegtendal duurde erg lang en is nog steeds niet helemaal voltooid. Het grootste deel van de kunstwerken werd echter vroegtijdig uit de kerk gehaald en in bunkers ondergebracht. Op 22 september 1957 kon de in de oorspronkelijke vorm herbouwde kerk in het bijzijn van bondspresident Theodor Heuss worden ingewijd.

### Visuele ontwikkeling van de bouw

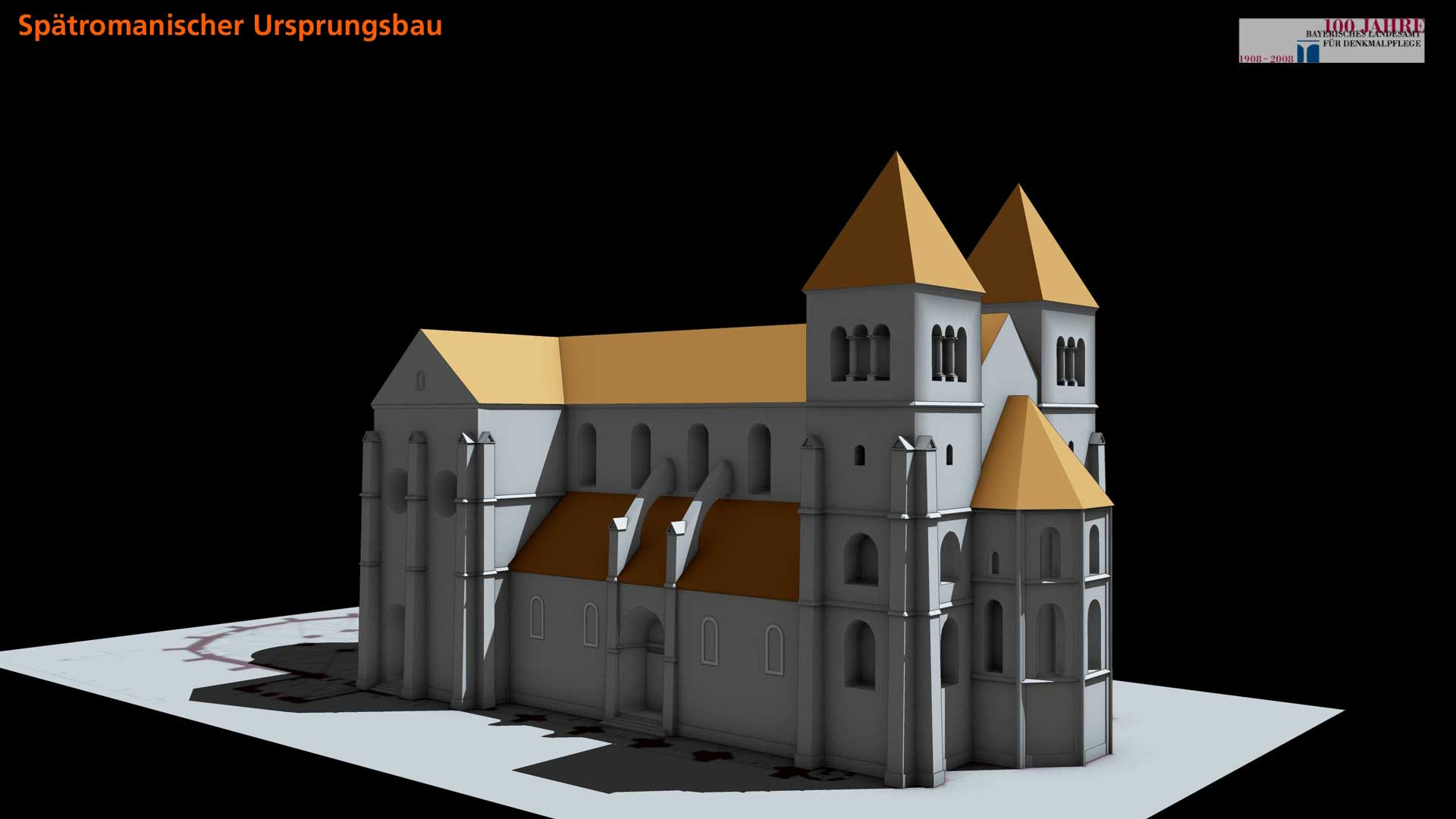
laatromaanse bouw
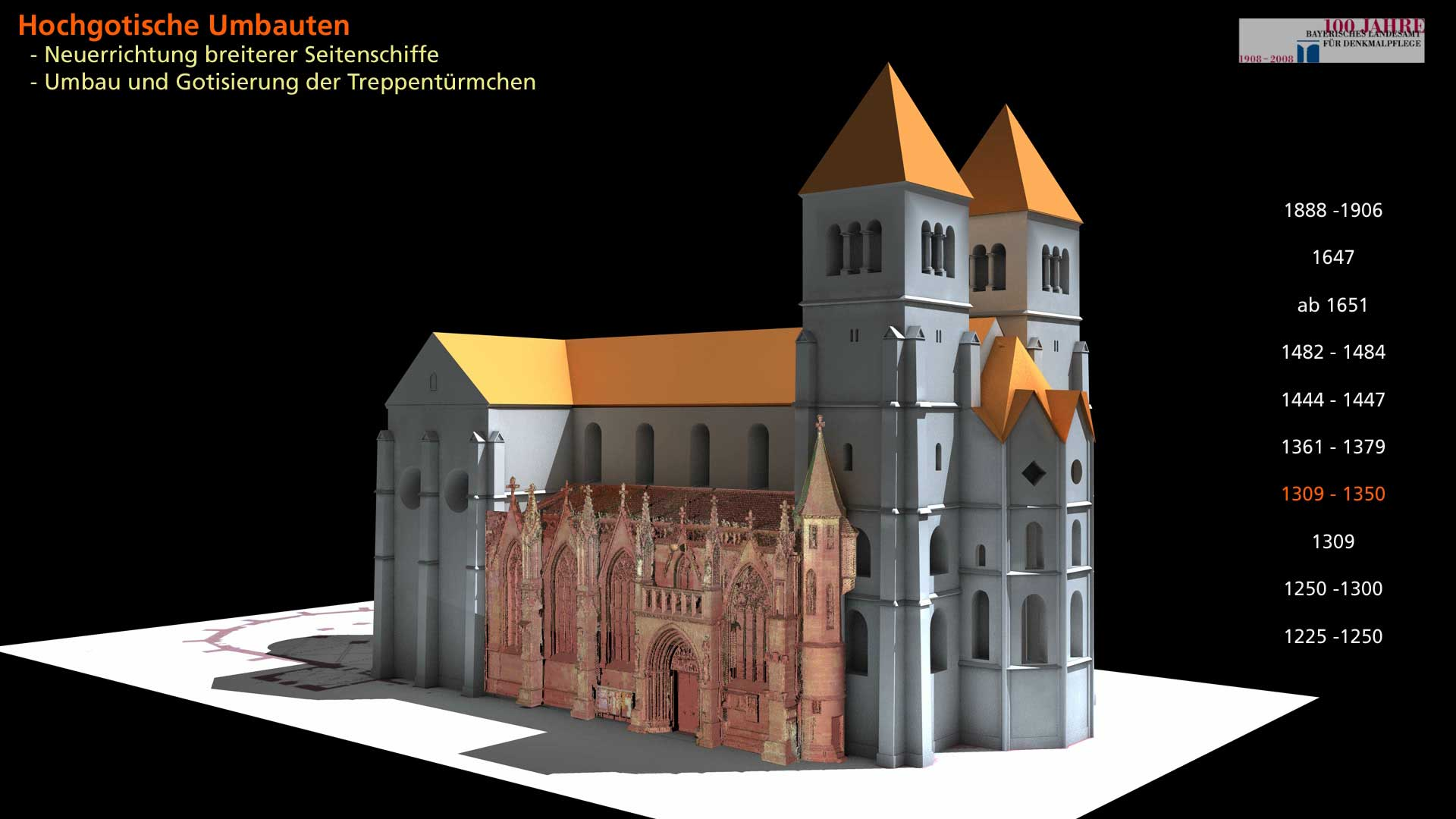
vroeggotische bouw
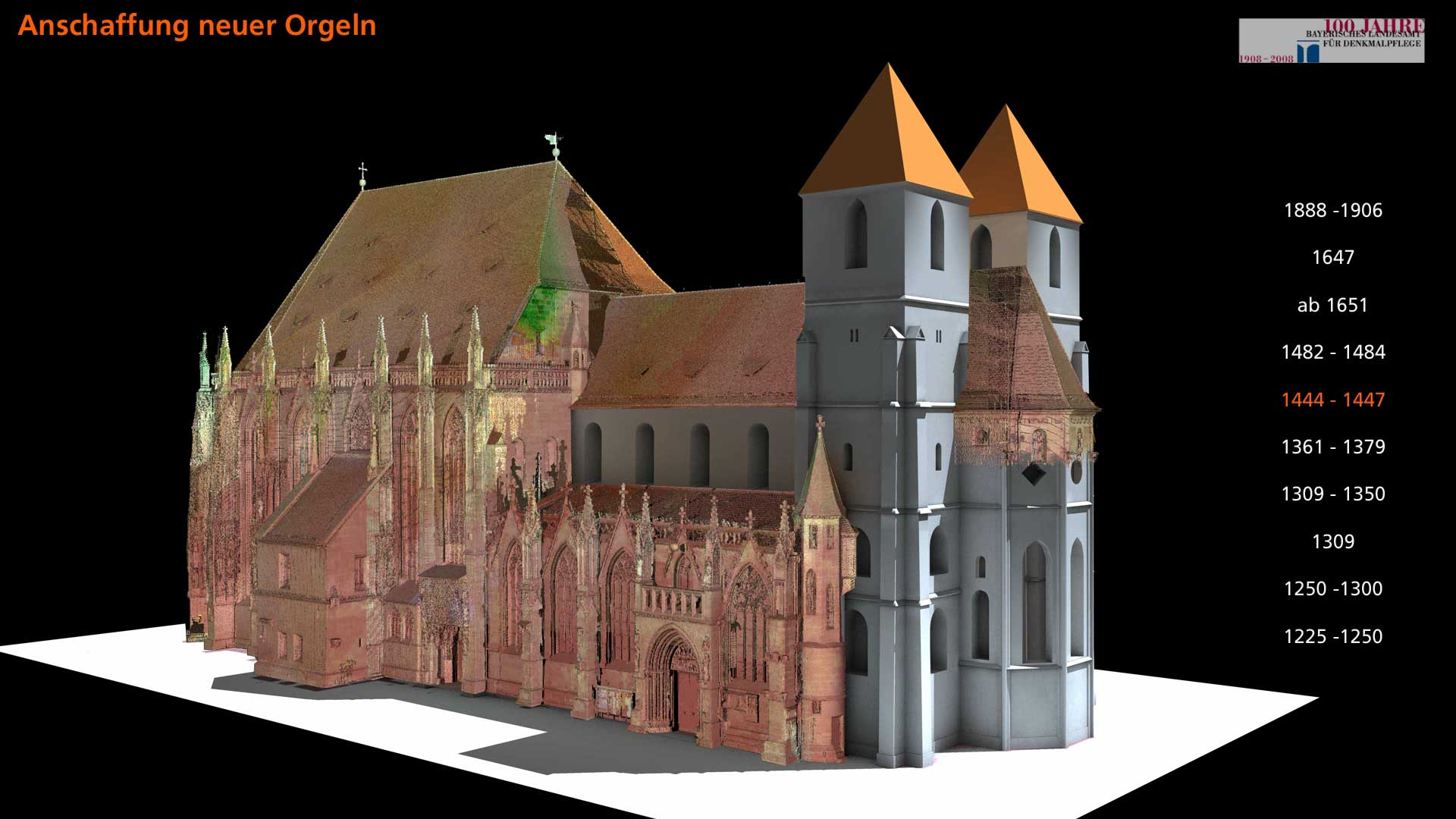
laatgotische bouw
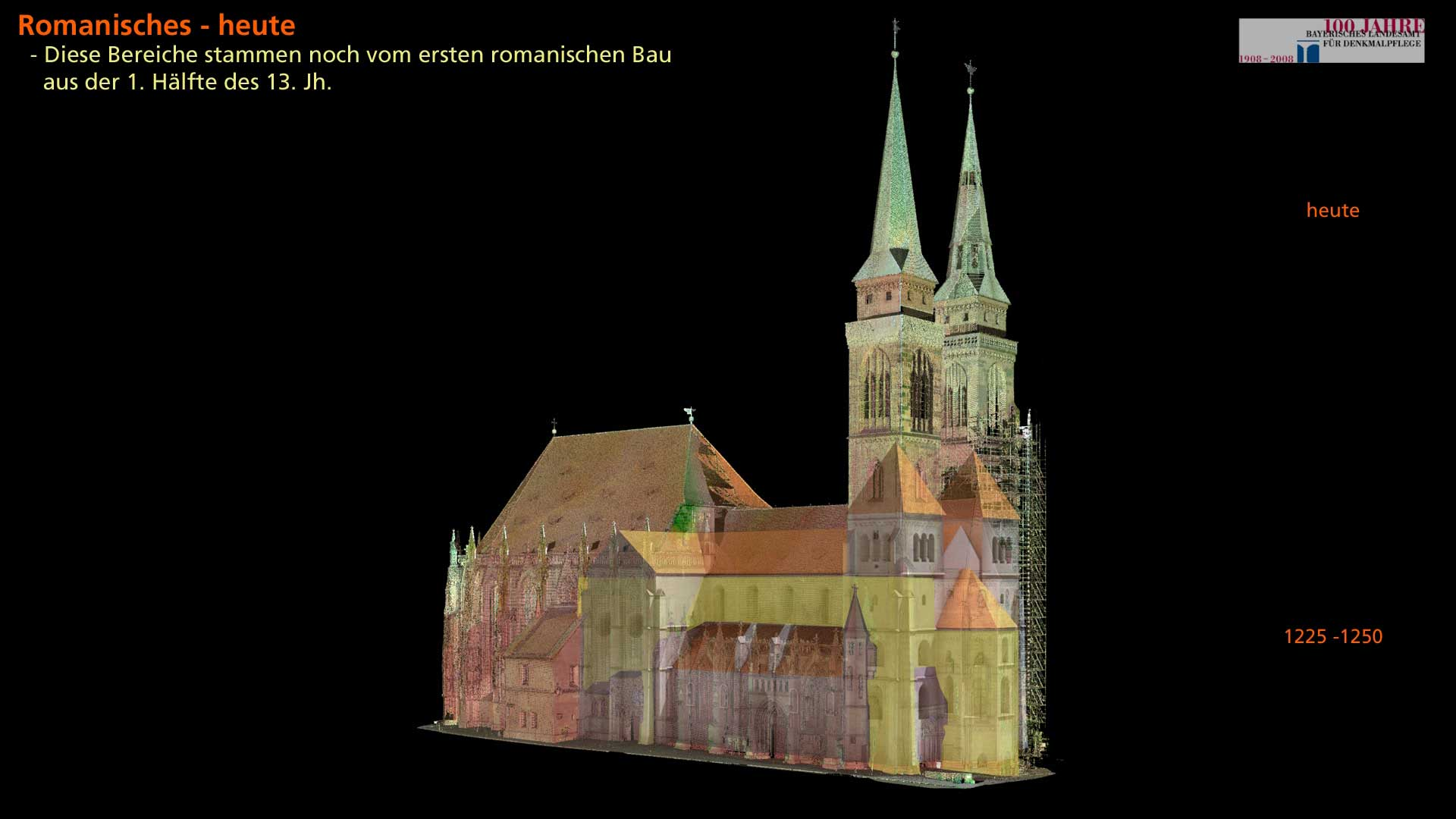
huidige bouw

## Interieur
Meesterwerken van beeldhouwkunst zijn de verschillende portalen van de kerk. Het zuidelijk portaal toont het Jongste Gericht. Het noord-portaal verbeeldt de dood, begrafenis en kroning van Maria (circa 1300). Het bruidsportaal van het noordelijk transept met de beelden van de wijze en dwaze maagden is van iets latere datum.
De kerk bezit nog talrijke kunstwerken uit de periode van voor de reformatie. Daarbij handelt het vooral om schenkingen van Neurenbergse raadsfamilies. Sinds de 14e eeuw profileerde de kerk zich namelijk met name als raadskerk van Neurenberg. Het meest belangwekkende kunstwerk is zonder twijfel het grafmonument van de stadspatroon Sint-Sebaldus. De relieken van de heilige werden al sinds de 14e eeuw in een zilveren schrijn bewaard. Tegen het einde van de 15e eeuw besloot men de schrijn in een bronzen behuizing te plaatsen. Het beeldenrijke monument werd in 1508-1519 gegoten door Peter Vischer (de Oudere) en zijn beide zonen Peter (de Jongere) en Hermann. Aan hen wordt eveneens het ontwerp toegeschreven. Het monument wordt gedragen door slakken en dolfijnen en versierd met o.a. scènes uit het leven van Sint-Sebaldus, beelden van de apostelen, mythologische figuren en een vrouw die zich als symbool van ijdelheid in een spiegel bekijkt. Het graf geldt als vroegste voorbeeld van toepassing van vormen uit de Italiaanse renaissance ten noorden van de Alpen. Het bronzen doopvont van de kerk werd eveneens in de werkplaats van Fischer gegoten.
Voorts zijn er verschillende werken van de beeldhouwer Veit Stoß te bewonderen (de apostel Andreas, enkele reliëfs van de Volckamersche Gedächtnisstiftung in het oostelijk koor met de beelden van Christus en Maria, de kruisigingsgroep boven het koor). Bezienswaardig zijn ook een beeld van de Moeder Gods in een stralenkrans en een beeld van Sint-Catharina (circa 1310). Het Schreyersche Grabmal (1490-1492) is een meesterwerk van de Neurenbergse beeldhouwer Adam Kraft. Aan de noordelijke muur van het koor hangt het Tucher-Epitaaf, dat Hans Süß in het jaar 1513 voor de in 1503 gestorven Lorenz Tucher maakte. Het sacramentshuis met de vele beelden stamt uit de 14e eeuw.
De gebrandschilderde ramen in het hallenkoor zijn grotendeels origineel. Enkelen werden rond het jaar 1500 door Veit Hirsvogel naar ontwerpen van Albrecht Dürer en Hans Süß gemaakt.

### Afbeeldingen interieur

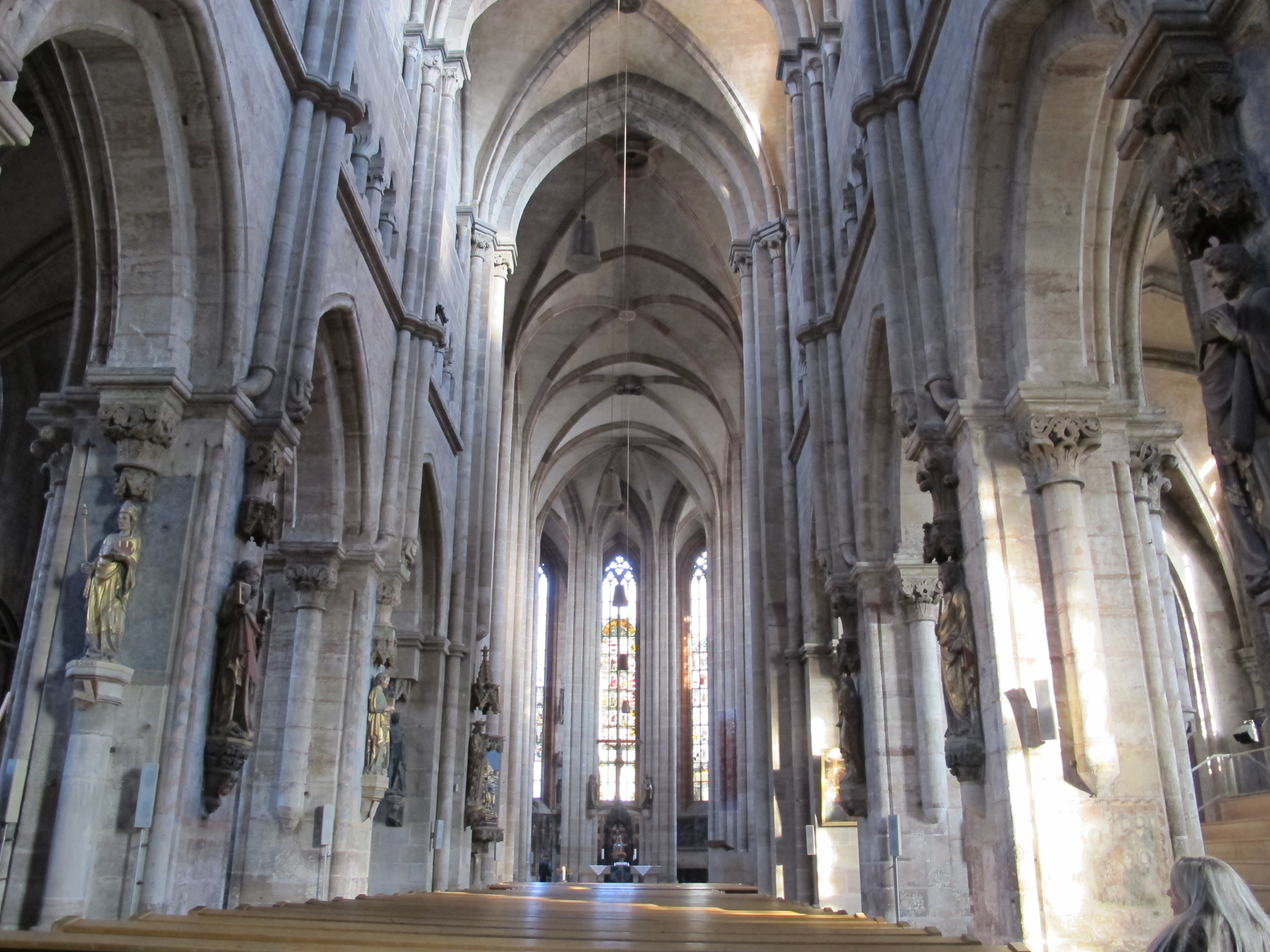
Interieur
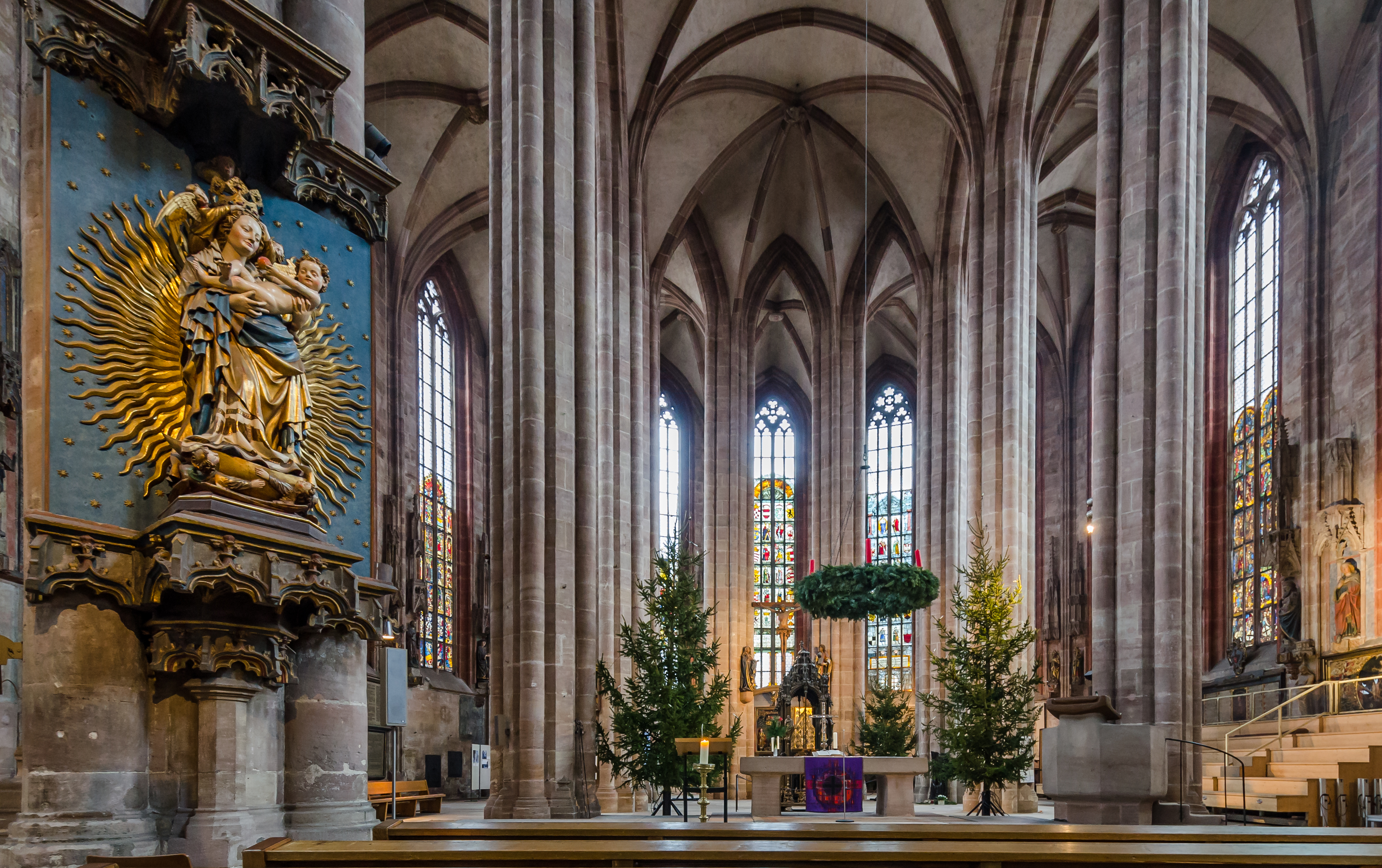
Stralenkransmadonna en koor
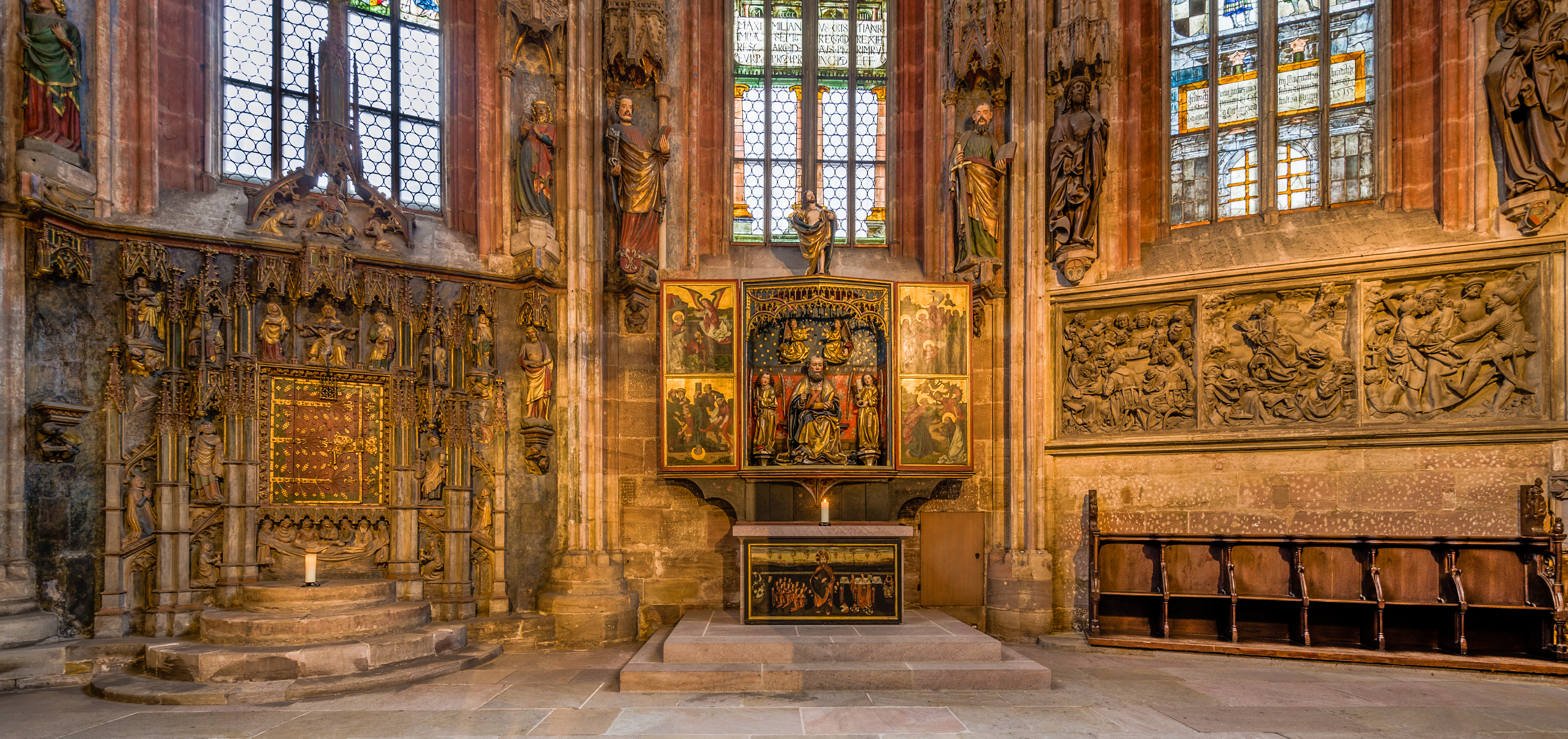
Petrus-altaar
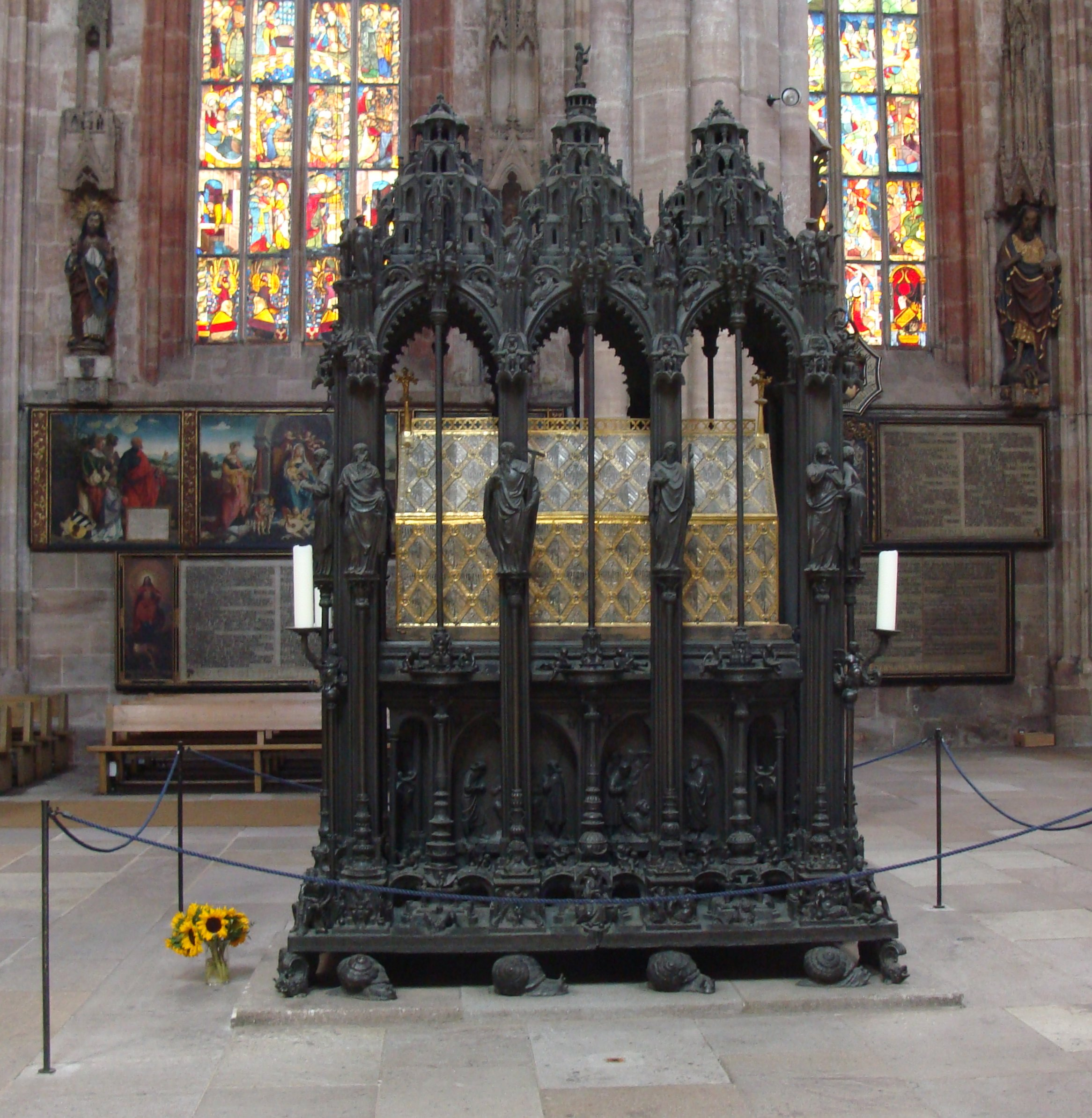
Sebaldusgraf
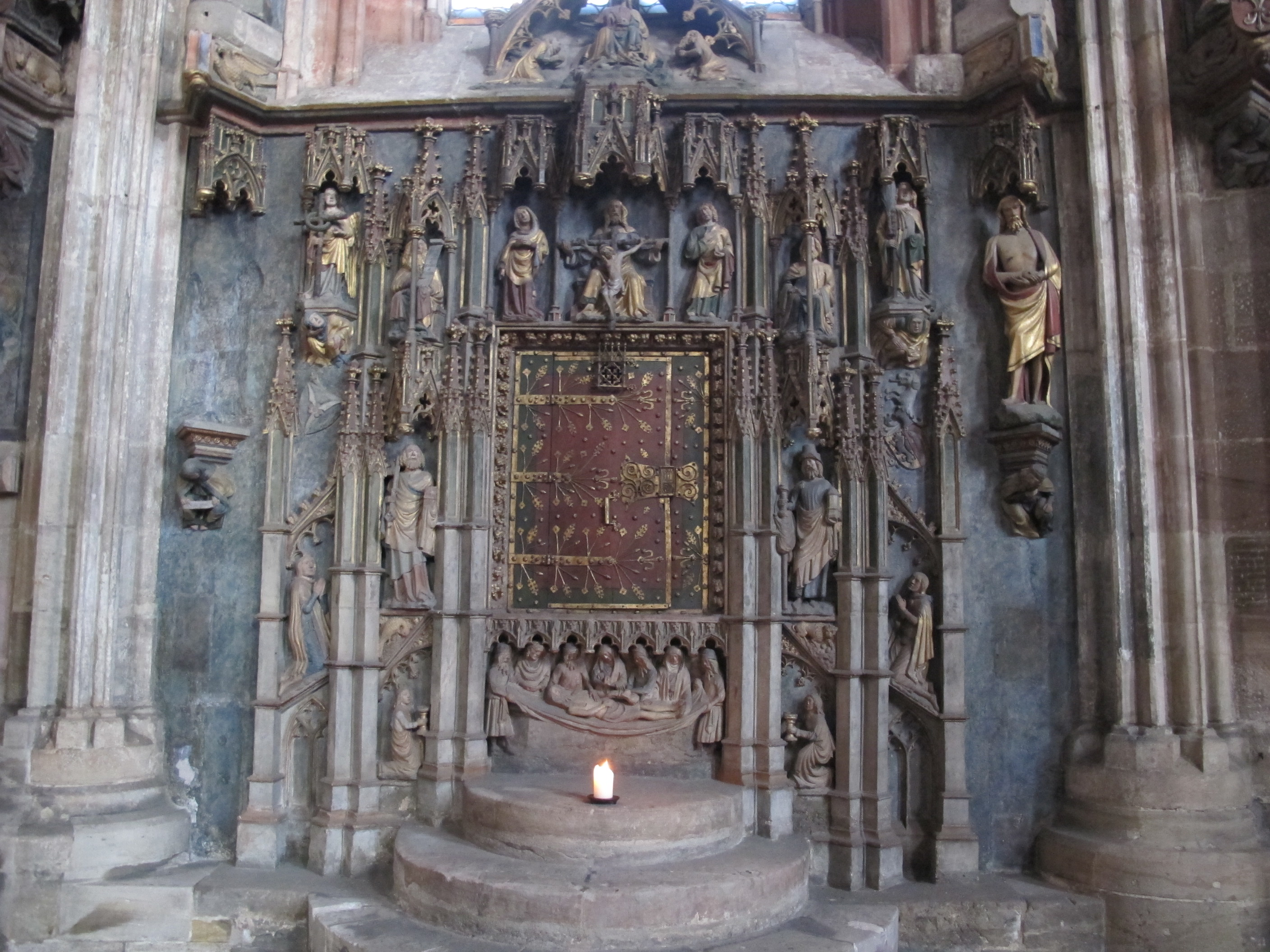
Sacramentshuis
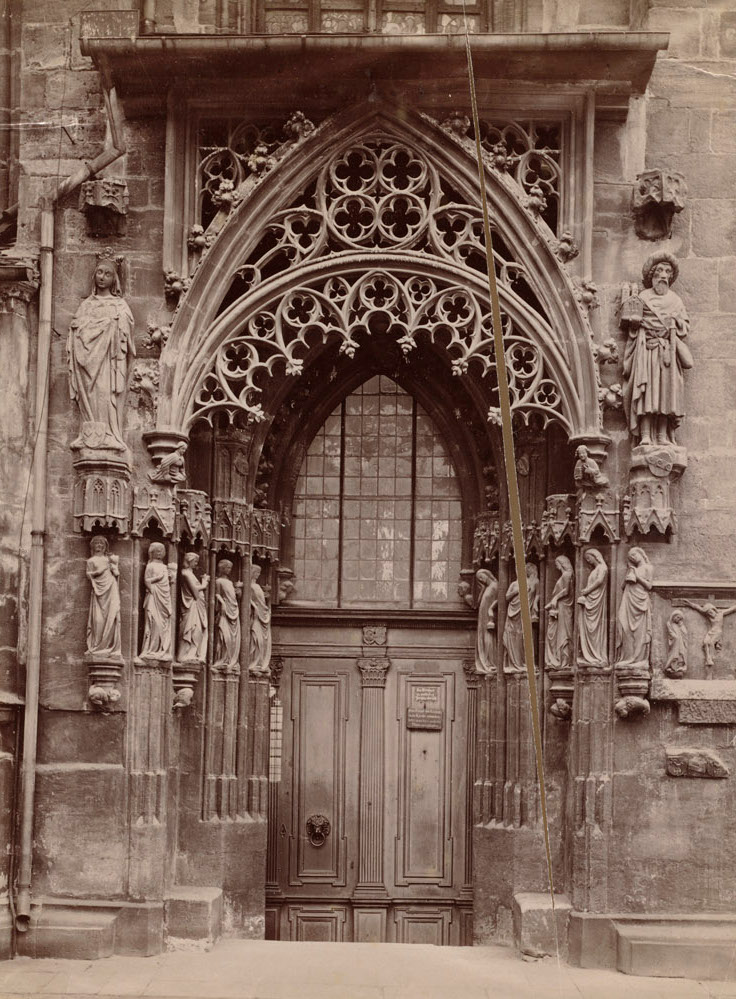
Historische afbeelding bruidspoort

## Orgel
De kerk bezat waarschijnlijk al in de 14e eeuw een orgel. In de jaren 1440-1441 bouwde Heinrich Traxdorf het hoofdorgel, die eveneens twee kleine orgels bouwde voor de Onze-Lieve-Vrouwekerk in Neurenberg. De gotische orgelkas hing in het oostelijk koor boven de spitsboog van het zuidelijk zijschip. Tot de verwoesting van het orgel op 2 januari 1945 gold deze orgelkas als de oudste orgelkas ter wereld. Slechts twee kleine figuren werden uit het puin gered en sieren tegenwoordig de moderne orgelkas.
Het huidige hoofdorgel werd in 1975-1976 gebouwd door Willi Peter uit Keulen. Dit orgel heeft 71 registers verdeeld over drie manualen en pedaal. Het sleepladen-instrument heeft mechanische tracturen, de koppelingen zijn elektrisch. Het mobiele koororgel heeft 12 registers verdeeld over één manuaal en pedaal. Beide instrumenten zijn eveneens met elektromagnetische tracturen uitgerust, zodat het orgelgeheel vanaf een mobiel vier-manualige speeltafel aan te spelen is.